# Comitato di Pozsega
Il comitato di Pozsega (in ungherese Pozsega vármegye, in croato Požeška županija, in latino Comitatus Poseganus) è stato un antico comitato del Regno d'Ungheria situato nell'odierna Croazia. Il comitato apparteneva al regno autonomo di Croazia e Slavonia; suo capoluogo era Pozsega, oggi nota col nome croato di Požega.

## Geografia fisica
Il comitato di Pozsega confinava a sud con la Bosnia ed Erzegovina (austriaca), nonché con gli altri comitati di Zagabria, Belovár-Kőrös, Verőce e Sirmia (tutti parte della Croazia-Slavonia). Il territorio del comitato era delimitato a sud dal fiume Sava.

## Storia
In seguito alla prima guerra mondiale il comitato fu sciolto e col Trattato del Trianon (1920) passò al Regno dei Serbi, Croati e Sloveni (poi trasformatosi in Regno di Jugoslavia). Dal 1991, anno dell'indipendenza dalla Jugoslavia, il territorio dell'antico comitato appartiene alla Croazia e corrisponde alle contee di Požega-Slavonia e Brod-Posavina.